# Премія «Оскар» за найкращу чоловічу роль другого плану
Премія «Оскар» за найкращу чоловічу роль другого плану — нагорода Академії кінематографічних мистецтв і наук, що вручається щорічно за видатне виконання чоловічої ролі другого плану.
Вперше нагороду було присуджено на 9-тій церемонії премії «Оскар» у 1937 році: її отримав Волтер Бреннан за свою роль у фільмі «Прийди і візьми». Спершу лауреати премій за ролі другого плану отримували дощечки зі своїм прізвищем. Але починаючи з 16-тої церемонії, яка відбулась у 1944 році, переможцям почали вручати повноцінні статуетки. Згодом усі дощечки попередніх лауреатів були замінені на статуетки.
П'ятірка номінантів визначається акторською гільдією за системою єдиного перехідного голосу (пропорційна форма преференційного голосування). Переможець визначається відносною більшістю голосів всіх активних членів Академії.
Волтер Бреннан отримав найбільшу кількість премій в цій категорії (три «Оскари» — у 1937, 1939 та 1941 роках відповідно). Бреннан, Роберт Дюваль, Артур Кеннеді, Джек Ніколсон та Клод Рейнс були номіновані чотири рази, більше ніж будь-який інший актор.

## Переможці та номінанти
У списку наведені відомості про переможців та номінантів премії «Оскар» за найкращу чоловічу роль другого плану згідно з її офіційною базою даних, які згруповано за церемоніями (роками) і десятиліттями. У таблиці включені імена акторів і назви фільмів із зазначенням ролей, за які отримана номінація.
Переможці кожного року вказані першими в списку, відмічені знаком «★» і виділені напівжирним шрифтом на золотому фоні. Зліва від списку номінантів розташовані фотографії лауреатів. Імена інших номінантів наведені в алфавітному порядку.

### 1930-ті
| Церемонія    | Фото лауреата         | Актор                         | Фільм              | Роль                    | Дж    |
| ------------ | --------------------- | ----------------------------- | ------------------ | ----------------------- | ----- |
| 9-та (1937)  |                       | ★ Волтер Бреннан              | «Прийди і візьми»  | Свен Бостром            | [ 1 ] |
| 9-та (1937)  | • Міша Ауер           | «Мій слуга Годфрі»            | Карло              |                         | [ 1 ] |
| 9-та (1937)  | • Стюарт Ервін        | «Шкіряний парад»              | Еймос Додд         |                         | [ 1 ] |
| 9-та (1937)  | • Безіл Ретбоун       | «Ромео і Джульєтта»           | Тібальт            |                         | [ 1 ] |
| 9-та (1937)  | • Акім Таміров        | «Смерть генерала на світанку» | генерал Янг        |                         | [ 1 ] |
| 10-та (1938) |                       | ★ Йозеф Шильдкраут            | «Життя Еміля Золя» | капітан Альфред Дрейфус | [ 2 ] |
| 10-та (1938) | • Ральф Белламі       | «Жахлива правда»              | Ден Лісон          |                         | [ 2 ] |
| 10-та (1938) | • Генрі Байрон Ворнер | «Втрачений горизонт»          | Чанг               |                         | [ 2 ] |
| 10-та (1938) | • Томас Мітчелл       | «Ураган»                      | доктор Керсейнт    |                         | [ 2 ] |
| 10-та (1938) | • Роланд Янг          | «Топпер»                      | Космо Топпер       |                         | [ 2 ] |
| 11-та (1939) |                       | ★ Волтер Бреннан              | «Кентуккі»         | Пітер Гудвін            | [ 3 ] |
| 11-та (1939) | • Джон Гарфілд        | «Чотири доньки»               | Міккі Борден       |                         | [ 3 ] |
| 11-та (1939) | • Джин Локгарт        | «Алжир»                       | Регіс              |                         | [ 3 ] |
| 11-та (1939) | • Роберт Морлі        | «Марія-Антуанетта»            | король Людовик XVI |                         | [ 3 ] |
| 11-та (1939) | • Безіл Ретбоун       | «Якби я був королем»          | король Людовик XI  |                         | [ 3 ] |

### 1940-ві
| Церемонія    | Фото лауреата       | Актор                               | Фільм                              | Роль              | Дж     |
| ------------ | ------------------- | ----------------------------------- | ---------------------------------- | ----------------- | ------ |
| 12-та (1940) |                     | ★ Томас Мітчелл                     | «Диліжанс»                         | доктор Джозиа Бун | [ 4 ]  |
| 12-та (1940) | • Браян Агерн       | «Хуарес»                            | імператор Максиміліан фон Габсбург |                   | [ 4 ]  |
| 12-та (1940) | • Браян Донлеві     | «Красень Жест»                      | сержант Маркофф                    |                   | [ 4 ]  |
| 12-та (1940) | • Гаррі Кері        | «Містер Сміт вирушає до Вашингтона» | голова Сенату                      |                   | [ 4 ]  |
| 12-та (1940) | • Клод Рейнс        | «Містер Сміт вирушає до Вашингтона» | сенатор Джозеф Пейн                |                   | [ 4 ]  |
| 13-та (1941) |                     | ★ Волтер Бреннан                    | «Людина з Заходу»                  | суддя Рой Бін     | [ 5 ]  |
| 13-та (1941) | • Альберт Бассерман | «Іноземний кореспондент»            | Ван Мейєр                          |                   | [ 5 ]  |
| 13-та (1941) | • Вільям Гарган     | «Вони знали, що хотіли»             | Джо                                |                   | [ 5 ]  |
| 13-та (1941) | • Джек Оукі         | «Великий диктатор»                  | Бензіні Напалоні                   |                   | [ 5 ]  |
| 13-та (1941) | • Джеймс Стівенсон  | «Лист»                              | Говард Джойс                       |                   | [ 5 ]  |
| 14-та (1942) |                     | ★ Дональд Крісп                     | «Якою зеленою була моя долина»     | містер Морган     | [ 6 ]  |
| 14-та (1942) | • Волтер Бреннан    | «Сержант Йорк»                      | пастор Росьєр Піле                 |                   | [ 6 ]  |
| 14-та (1942) | • Джеймс Глісон     | «А ось і містер Джордан»            | Макс Коркл                         |                   | [ 6 ]  |
| 14-та (1942) | • Сідні Грінстріт   | «Мальтійський сокіл»                | Каспар Гутман                      |                   | [ 6 ]  |
| 14-та (1942) | • Чарлз Коберн      | «Диявол і міс Джонс»                | Джон П. Меррік                     |                   | [ 6 ]  |
| 15-та (1943) |                     | ★ Ван Гефлін                        | «Джонні Ігер»                      | Джефф Гартнетт    | [ 7 ]  |
| 15-та (1943) | • Вільям Бендікс    | «Острів Вейк»                       | Смексі Ренделл                     |                   | [ 7 ]  |
| 15-та (1943) | • Волтер Г'юстон    | «Янкі Дудл Денді»                   | Джеррі Коен                        |                   | [ 7 ]  |
| 15-та (1943) | • Френк Морган      | «Квартал Тортілья-Флет»             | Пірат                              |                   | [ 7 ]  |
| 15-та (1943) | • Генрі Треверс     | «Місіс Мінівер»                     | містер Баллард                     |                   | [ 7 ]  |
| 16-та (1944) |                     | ★ Чарлз Коберн                      | «Чим більше, тим веселіше»         | Бенджамін Дінгл   | [ 8 ]  |
| 16-та (1944) | • Чарльз Бікфорд    | «Пісня Бернадетти»                  | отець Пейрамаль                    |                   | [ 8 ]  |
| 16-та (1944) | • Дж. Керолл Нейш   | «Сахара»                            | Джузеппе                           |                   | [ 8 ]  |
| 16-та (1944) | • Клод Рейнс        | «Касабланка»                        | капітан Луї Рено                   |                   | [ 8 ]  |
| 16-та (1944) | • Акім Таміров      | «По кому подзвін»                   | Пабло                              |                   | [ 8 ]  |
| 17-та (1945) |                     | ★ Баррі Фіцджеральд                 | «Йти своїм шляхом»                 | отець Фіцгіббон   | [ 9 ]  |
| 17-та (1945) | • Монті Вуллі       | «З тих пір як ви пішли»             | полковник Смоллетт                 |                   | [ 9 ]  |
| 17-та (1945) | • Кліфтон Вебб      | «Лора»                              | Волдо Лайдеккер                    |                   | [ 9 ]  |
| 17-та (1945) | • Г'юм Кронін       | «Сьомий хрест»                      | Пол Родер                          |                   | [ 9 ]  |
| 17-та (1945) | • Клод Рейнс        | «Містер Скеффінгтон»                | Джоб Скеффінгтон                   |                   | [ 9 ]  |
| 18-та (1946) |                     | ★ Джеймс Данн                       | «Дерево росте в Брукліні»          | Джонні Нолан      | [ 10 ] |
| 18-та (1946) | • Джон Долл         | «Кукурудза зелена»                  | Морган Еванс                       |                   | [ 10 ] |
| 18-та (1946) | • Роберт Мітчем     | «Історія рядового Джо»              | лейтенант Вокер                    |                   | [ 10 ] |
| 18-та (1946) | • Дж. Керолл Нейш   | «Орден для Бенні»                   | Чарлі Мартін                       |                   | [ 10 ] |
| 18-та (1946) | • Михайло Чехов     | «Заворожений»                       | Алекс Брюлов                       |                   | [ 10 ] |
| 19-та (1947) |                     | ★ Гарольд Рассел                    | «Найкращі роки нашого життя»       | Гомер Перріш      | [ 11 ] |
| 19-та (1947) | • Кліфтон Вебб      | «Вістря бритви»                     | Елліотт Темплетон                  |                   | [ 11 ] |
| 19-та (1947) | • Вільям Демарест   | «Історія Джолсона»                  | Стів Мартін                        |                   | [ 11 ] |
| 19-та (1947) | • Чарлз Коберн      | «Зелені роки»                       | Александр Гоу                      |                   | [ 11 ] |
| 19-та (1947) | • Клод Рейнс        | «Лиха слава»                        | Александр Себастьян                |                   | [ 11 ] |
| 20-та (1948) |                     | ★ Едмунд Гвенн                      | «Диво на 34-й вулиці»              | Кріс Крінгл       | [ 12 ] |
| 20-та (1948) | • Чарльз Бікфорд    | «Донька фермера»                    | Джозеф Кленсі                      |                   | [ 12 ] |
| 20-та (1948) | • Річард Відмарк    | «Поцілунок смерті»                  | Томмі Удо                          |                   | [ 12 ] |
| 20-та (1948) | • Томас Гомес       | «Рожевий кінь»                      | Панчо                              |                   | [ 12 ] |
| 20-та (1948) | • Роберт Раян       | «Перехресний вогонь»                | Монтгомері                         |                   | [ 12 ] |
| 21-ша (1949) |                     | ★ Волтер Г'юстон                    | «Скарби Сьєрра-Мадре»              | Говард            | [ 13 ] |
| 21-ша (1949) | • Чарльз Бікфорд    | «Джонні Белінда»                    | Блек Мак-Дональд                   |                   | [ 13 ] |
| 21-ша (1949) | • Оскар Гомолка     | «Я пам'ятаю маму»                   | дядько Кріс                        |                   | [ 13 ] |
| 21-ша (1949) | • Сесіл Келлауей    | «Удача ірландця»                    | Горас                              |                   | [ 13 ] |
| 21-ша (1949) | • Хосе Феррер       | «Жанна д'Арк»                       | король Карл VII                    |                   | [ 13 ] |

### 1950-ті
| Церемонія    | Фото лауреата       | Актор                               | Фільм                      | Роль             | Дж     |
| ------------ | ------------------- | ----------------------------------- | -------------------------- | ---------------- | ------ |
| 22-га (1950) |                     | ★ Дін Джаггер                       | «Вертикальний зліт»        | Гарві Стовелл    | [ 14 ] |
| 22-га (1950) | • Джон Айрленд      | «Все королівське військо»           | Джек Берден                |                  | [ 14 ] |
| 22-га (1950) | • Джеймс Вітмор     | «Поле битви»                        | Кінні                      |                  | [ 14 ] |
| 22-га (1950) | • Артур Кеннеді     | «Чемпіон»                           | Конні Келлі                |                  | [ 14 ] |
| 22-га (1950) | • Ральф Річардсон   | «Спадкоємиця»                       | доктор Остін Слопер        |                  | [ 14 ] |
| 23-тя (1951) |                     | ★ Джордж Сандерс                    | «Все про Єву»              | Еддісон Де Вітт  | [ 15 ] |
| 23-тя (1951) | • Едмунд Гвенн      | «Містер 880»                        | Скіппер Міллер             |                  | [ 15 ] |
| 23-тя (1951) | • Сем Джаффе        | «Асфальтові джунглі»                | доктор Ервін Ріденшнайдер  |                  | [ 15 ] |
| 23-тя (1951) | • Джефф Чендлер     | «Зламана стріла»                    | Кочайз                     |                  | [ 15 ] |
| 23-тя (1951) | • Еріх фон Штрогейм | «Бульвар Сансет»                    | Макс фон Майєрлінг         |                  | [ 15 ] |
| 24-та (1952) |                     | ★ Карл Молден                       | «Трамвай „Бажання“»        | Мітч             | [ 16 ] |
| 24-та (1952) | • Лео Генн          | «Камо грядеши»                      | Петроній                   |                  | [ 16 ] |
| 24-та (1952) | • Кевін Мак-Карті   | «Смерть комівояжера»                | Біфф Ломан                 |                  | [ 16 ] |
| 24-та (1952) | • Пітер Устінов     | «Камо грядеши»                      | Нерон                      |                  | [ 16 ] |
| 24-та (1952) | • Гіг Янг           | «Налий ще»                          | Бойд Коупленд              |                  | [ 16 ] |
| 25-та (1953) |                     | ★ Ентоні Квінн                      | «Віва, Сапата!»            | Еуфеміо Сапата   | [ 17 ] |
| 25-та (1953) | • Річард Бартон     | «Моя кузина Рейчел»                 | Філіп Ешлі                 |                  | [ 17 ] |
| 25-та (1953) | • Артур Ганнікатт   | «Велике небо»                       | Зеб Келлоуей               |                  | [ 17 ] |
| 25-та (1953) | • Віктор МакЛаглен  | «Тиха людина»                       | Вілл Данагер               |                  | [ 17 ] |
| 25-та (1953) | • Джек Паланс       | «Раптовий страх»                    | Лестер Блейн               |                  | [ 17 ] |
| 26-та (1954) |                     | ★ Френк Сінатра                     | «Відтепер і на віки віків» | Анжело Маджо     | [ 18 ] |
| 26-та (1954) | • Едді Альберт      | «Римські канікули»                  | Ірвінг Радович             |                  | [ 18 ] |
| 26-та (1954) | • Брендон Де Вайлд  | «Шейн»                              | Джої Старретт              |                  | [ 18 ] |
| 26-та (1954) | • Джек Паланс       | «Шейн»                              | Джек Вілсон                |                  | [ 18 ] |
| 26-та (1954) | • Роберт Штраусс    | «Табір для військовополонених № 17» | Станіслав «Звірюка» Казава |                  | [ 18 ] |
| 27-ма (1955) |                     | ★ Едмонд О'Браєн                    | «Босонога графиня»         | Оскар Малдун     | [ 19 ] |
| 27-ма (1955) | • Лі Джей Кобб      | «У порту»                           | Джонні Френдлі             |                  | [ 19 ] |
| 27-ма (1955) | • Карл Молден       | «У порту»                           | отець Баррі                |                  | [ 19 ] |
| 27-ма (1955) | • Род Стайгер       | «У порту»                           | Джек Вілсон                |                  | [ 19 ] |
| 27-ма (1955) | • Том Таллі         | «Бунт на „Кейні“»                   | капітан Де Фрісс           |                  | [ 19 ] |
| 28-ма (1956) |                     | ★ Джек Леммон                       | «Містер Робертс»           | лейтенант Палвер | [ 20 ] |
| 28-ма (1956) | • Артур Кеннеді     | «Процес»                            | Барні Касл                 |                  | [ 20 ] |
| 28-ма (1956) | • Джо Ментелл       | «Марті»                             | Енжі                       |                  | [ 20 ] |
| 28-ма (1956) | • Сел Мінео         | «Бунтар без причини»                | Джон Кроуфорд              |                  | [ 20 ] |
| 28-ма (1956) | • Артур О'Коннелл   | «Пікнік»                            | Говард Біванс              |                  | [ 20 ] |
| 29-та (1957) |                     | ★ Ентоні Квінн                      | «Жага життя»               | Поль Гоген       | [ 21 ] |
| 29-та (1957) | • Дон Мюррей        | «Автобусна зупинка»                 | Бо                         |                  | [ 21 ] |
| 29-та (1957) | • Ентоні Перкінс    | «Дружнє переконання»                | Джош Бердуелл              |                  | [ 21 ] |
| 29-та (1957) | • Міккі Руні        | «Зухвалий і сміливий»               | Дулі                       |                  | [ 21 ] |
| 29-та (1957) | • Роберт Стек       | «Слова, написані на вітрі»          | Кайл Гедлі                 |                  | [ 21 ] |
| 30-та (1958) |                     | ★ Ред Баттонс                       | «Сайонара»                 | Джо Келлі        | [ 22 ] |
| 30-та (1958) | • Вітторіо Де Сіка  | «Прощавай, зброє!»                  | майор Алессандро Рінальді  |                  | [ 22 ] |
| 30-та (1958) | • Артур Кеннеді     | «Пейтон Плейс»                      | Лукас Кросс                |                  | [ 22 ] |
| 30-та (1958) | • Расс Темблін      | «Пейтон Плейс»                      | Норман Пейдж               |                  | [ 22 ] |
| 30-та (1958) | • Сессю Хаякава     | «Міст через річку Квай»             | полковник Саїто            |                  | [ 22 ] |
| 31-ша (1959) |                     | ★ Берл Айвз                         | «Велика країна»            | Руфус Геннессі   | [ 23 ] |
| 31-ша (1959) | • Теодор Байкель    | «Ті, що не схилили голови»          | шериф Макс Маллер          |                  | [ 23 ] |
| 31-ша (1959) | • Артур Кеннеді     | «І підбігли вони»                   | Френк Герш                 |                  | [ 23 ] |
| 31-ша (1959) | • Лі Джей Кобб      | «Брати Карамазови»                  | Федор Карамазов            |                  | [ 23 ] |
| 31-ша (1959) | • Гіг Янг           | «Улюбленець вчительки»              | доктор Г'юго Пайн          |                  | [ 23 ] |

### 1960-ті
| Церемонія    | Фото лауреата           | Актор                             | Фільм                        | Роль             | Дж     |
| ------------ | ----------------------- | --------------------------------- | ---------------------------- | ---------------- | ------ |
| 32-га (1960) |                         | ★ Г'ю Гріффіт                     | «Бен-Гур»                    | шейх Ільдерім    | [ 24 ] |
| 32-га (1960) | • Ед Вінн               | «Щоденник Анни Франк»             | Альберт Дюссель              |                  | [ 24 ] |
| 32-га (1960) | • Роберт Вон            | «Молоді філадельфійці»            | Честер Гвінн                 |                  | [ 24 ] |
| 32-га (1960) | • Артур О'Коннелл       | «Анатомія вбивства»               | Парнелл Емметт Мак-Карті     |                  | [ 24 ] |
| 32-га (1960) | • Джордж Кемпбелл Скотт | «Анатомія вбивства»               | Клод Дансер                  |                  | [ 24 ] |
| 33-тя (1961) |                         | ★ Пітер Устінов                   | «Спартак»                    | Лентул Батіат    | [ 25 ] |
| 33-тя (1961) | • Чілл Віллс            | «Форт Аламо»                      | бджоляр                      |                  | [ 25 ] |
| 33-тя (1961) | • Джек Крашен           | «Квартира»                        | доктор Дрейфус               |                  | [ 25 ] |
| 33-тя (1961) | • Сел Мінео             | «Вихід»                           | Дов Ландау                   |                  | [ 25 ] |
| 33-тя (1961) | • Пітер Фальк           | «Корпорація „Вбивство“»           | Ейб Релес                    |                  | [ 25 ] |
| 34-та (1962) |                         | ★ Джордж Чакіріс                  | «Вестсайдська історія»       | Бернардо         | [ 26 ] |
| 34-та (1962) | • Джекі Глісон          | «Більярдист»                      | Мінесотта Фетс               |                  | [ 26 ] |
| 34-та (1962) | • Монтгомері Кліфт      | «Нюрнберзький процес»             | Рудольф Петерсон             |                  | [ 26 ] |
| 34-та (1962) | • Джордж Кемпбелл Скотт | «Більярдист»                      | Берт Гордон                  |                  | [ 26 ] |
| 34-та (1962) | • Пітер Фальк           | «Жменя чудес»                     | Джой Бой                     |                  | [ 26 ] |
| 35-та (1963) |                         | ★ Ед Беглі                        | «Солодкоголосий птах юності» | Том «Босс» Фінлі | [ 28 ] |
| 35-та (1963) | • Віктор Буоно          | «Що сталося з Бебі Джейн?»        | Едвін Флегг                  |                  | [ 28 ] |
| 35-та (1963) | • Теллі Савалас         | «Птахолов з Алькатраса»           | Фето Гомес                   |                  | [ 28 ] |
| 35-та (1963) | • Теренс Стемп          | «Біллі Бадд»                      | Біллі Бадд                   |                  | [ 28 ] |
| 35-та (1963) | • Омар Шариф            | «Лоуренс Аравійський»             | Шериф Алі ібн ель Каріш      |                  | [ 28 ] |
| 36-та (1964) |                         | ★ Мелвін Дуглас                   | «Гад»                        | Гомер Беннон     | [ 29 ] |
| 36-та (1964) | • Нік Адамс             | «Сутінки честі»                   | Бен Браун                    |                  | [ 29 ] |
| 36-та (1964) | • Г'ю Гріффіт           | «Том Джонс»                       | сквайр Вестерн               |                  | [ 29 ] |
| 36-та (1964) | • Джон Г'юстон          | «Кардинал»                        | кардинал Гленнон             |                  | [ 29 ] |
| 36-та (1964) | • Боббі Дарін           | «Капітан Ньюмен, доктор медицини» | Джим Томпкінс                |                  | [ 29 ] |
| 37-ма (1965) |                         | ★ Пітер Устінов                   | «Топкапи»                    | Артур Сімпсон    | [ 30 ] |
| 37-ма (1965) | • Джон Гілгуд           | «Бекет»                           | король Людовик VII           |                  | [ 30 ] |
| 37-ма (1965) | • Стенлі Голлоуей       | «Моя чарівна леді»                | Альфред П. Дуліттл           |                  | [ 30 ] |
| 37-ма (1965) | • Едмонд О'Браєн        | «Сім днів у травні»               | Реймонд Кларк                |                  | [ 30 ] |
| 37-ма (1965) | • Лі Трейсі             | «Найдостойніший»                  | президент Арт Гокстадер      |                  | [ 30 ] |
| 38-ма (1966) |                         | ★ Мартін Болсам                   | «Тисяча клоунів»             | Арнольд Бернс    | [ 31 ] |
| 38-ма (1966) | • Ієн Беннен            | «Політ Фенікса»                   | Кроу                         |                  | [ 31 ] |
| 38-ма (1966) | • Майкл Данн            | «Корабель дурнів»                 | сенатор Глоккен              |                  | [ 31 ] |
| 38-ма (1966) | • Том Кортні            | «Доктор Живаго»                   | Паша Антипов / Стрельников   |                  | [ 31 ] |
| 38-ма (1966) | • Френк Фінлей          | «Отелло»                          | Яго                          |                  | [ 31 ] |
| 39-та (1967) |                         | ★ Волтер Меттау                   | «Печиво з передбаченням»     | Віллі Гінгріч    | [ 32 ] |
| 39-та (1967) | • Мако                  | «Піщана галька»                   | По-Ан                        |                  | [ 32 ] |
| 39-та (1967) | • Джеймс Мейсон         | «Дівчина Джорджі»                 | Джеймс Лімінгтон             |                  | [ 32 ] |
| 39-та (1967) | • Джордж Сігал          | «Хто боїться Вірджинії Вульф?»    | Нік                          |                  | [ 32 ] |
| 39-та (1967) | • Роберт Шоу            | «Людина на всі часи»              | король Генріх VIII           |                  | [ 32 ] |
| 40-ва (1968) |                         | ★ Джордж Кеннеді                  | «Холоднокровний Люк»         | Дреглайн         | [ 33 ] |
| 40-ва (1968) | • Джин Гекмен           | «Бонні і Клайд»                   | Бак Берроу                   |                  | [ 33 ] |
| 40-ва (1968) | • Джон Кассаветіс       | «Брудна дюжина»                   | Віктор Франко                |                  | [ 33 ] |
| 40-ва (1968) | • Сесіл Келлауей        | «Вгадай, хто прийде на обід»      | Майк Раян                    |                  | [ 33 ] |
| 40-ва (1968) | • Майкл Дж. Поллард     | «Бонні і Клайд»                   | С. В. Мосс                   |                  | [ 33 ] |
| 41-ша (1969) |                         | ★ Джек Альбертсон                 | «Якби не троянди»            | Джон Клірлі      | [ 34 ] |
| 41-ша (1969) | • Джек Вайлд            | «Олівер!»                         | Артфул Доджер                |                  | [ 34 ] |
| 41-ша (1969) | • Джин Вайлдер          | «Продюсери»                       | Лео Блум                     |                  | [ 34 ] |
| 41-ша (1969) | • Сеймур Кессел         | «Обличчя»                         | Чет                          |                  | [ 34 ] |
| 41-ша (1969) | • Деніел Мессі          | «Зірка!»                          | Ноел Кауард                  |                  | [ 34 ] |

### 1970-ті
| Церемонія    | Фото лауреата                                        | Актор                           | Фільм                                     | Роль                   | Дж     |
| ------------ | ---------------------------------------------------- | ------------------------------- | ----------------------------------------- | ---------------------- | ------ |
| 42-га (1970) |                                                      | ★ Гіг Янг                       | «Загнаних коней пристрілюють, чи не так?» | Роккі                  | [ 35 ] |
| 42-га (1970) | • Елліотт Гулд                                       | «Боб і Керолл, Тед і Еліс»      | Тед Гендерсон                             |                        | [ 35 ] |
| 42-га (1970) | • Ентоні Квейл                                       | «Анна на тисячу днів»           | кардинал Томас Волсі                      |                        | [ 35 ] |
| 42-га (1970) | • Руперт Кросс                                       | «Крадії»                        | Нед Мак-Кеслін                            |                        | [ 35 ] |
| 42-га (1970) | • Джек Ніколсон                                      | «Безтурботний їздець»           | Джордж Генсон                             |                        | [ 35 ] |
| 43-тя (1971) | Файл:John Mills in The Truth About Spring (1965).jpg | ★ Джон Міллс                    | «Донька Раяна»                            | Майкл                  | [ 36 ] |
| 43-тя (1971) | Файл:John Mills in The Truth About Spring (1965).jpg | • Ден Джордж                    | «Маленька велика людина»                  | Старая Кожаная Палатка | [ 36 ] |
| 43-тя (1971) | Файл:John Mills in The Truth About Spring (1965).jpg | • Річард Кастеллано             | «Коханці та інші незнайомці»              | Френк Веккіо           | [ 36 ] |
| 43-тя (1971) | Файл:John Mills in The Truth About Spring (1965).jpg | • Джон Марлі                    | «Історія кохання»                         | Філ Кавіллері          | [ 36 ] |
| 43-тя (1971) | Файл:John Mills in The Truth About Spring (1965).jpg | • Джин Гекмен                   | «Я ніколи не співав своєму батькові»      | Джин Геррісон          | [ 36 ] |
| 44-та (1972) |                                                      | ★ Бен Джонсон                   | «Останній кіносеанс»                      | Сем                    | [ 37 ] |
| 44-та (1972) | • Джефф Бріджес                                      | «Останній кіносеанс»            | Двейн Джексон                             |                        | [ 37 ] |
| 44-та (1972) | • Річард Джекел                                      | «Часом нестерпно хочеться…»     | Джо Бен Стемпер                           |                        | [ 37 ] |
| 44-та (1972) | • Леонард Фрей                                       | «Скрипаль на даху»              | Мотл                                      |                        | [ 37 ] |
| 44-та (1972) | • Рой Шайдер                                         | «Французький зв'язковий»        | Бадді Руссо                               |                        | [ 37 ] |
| 45-та (1973) |                                                      | ★ Джоел Грей                    | «Кабаре»                                  | конферансьє            | [ 38 ] |
| 45-та (1973) | • Едді Альберт                                       | «Хлопець, який розбиває серця»  | містер Коркоран                           |                        | [ 38 ] |
| 45-та (1973) | • Роберт Дюваль                                      | «Хрещений батько»               | Том Геген                                 |                        | [ 38 ] |
| 45-та (1973) | • Джеймс Каан                                        | «Хрещений батько»               | Сонні Корлеоне                            |                        | [ 38 ] |
| 45-та (1973) | • Аль Пачіно                                         | «Хрещений батько»               | Майкл Корлеоне                            |                        | [ 38 ] |
| 46-та (1974) |                                                      | ★ Джон Гаусман                  | «Паперова гонитва»                        | професор Кінгсфілд     | [ 39 ] |
| 46-та (1974) | • Вінсент Гарденія                                   | «Бий в барабан поволі»          | Датч Шнелл                                |                        | [ 39 ] |
| 46-та (1974) | • Джек Гілфорд                                       | «Врятуйте тигра»                | Філ Грін                                  |                        | [ 39 ] |
| 46-та (1974) | • Ренді Куейд                                        | «Останній наряд»                | Ларрі Мідоус                              |                        | [ 39 ] |
| 46-та (1974) | • Джейсон Міллер                                     | «Той, що виганяє диявола»       | отець Деміен Каррас                       |                        | [ 39 ] |
| 47-ма (1975) |                                                      | ★ Роберт де Ніро                | «Хрещений батько 2»                       | Віто Корлеоне          | [ 40 ] |
| 47-ма (1975) | • Фред Астер                                         | «Пекло в піднебессі»            | Гарлі Клейборн                            |                        | [ 40 ] |
| 47-ма (1975) | • Джефф Бріджес                                      | «Громила і Стрибунець»          | Стрибунець                                |                        | [ 40 ] |
| 47-ма (1975) | • Майкл Вінченцо Гаццо                               | «Хрещений батько 2»             | отець Френкі Пентанжелі                   |                        | [ 40 ] |
| 47-ма (1975) | • Лі Страсберг                                       | «Хрещений батько 2»             | Гаймен Рот                                |                        | [ 40 ] |
| 48-ма (1976) |                                                      | ★ Джордж Бернс                  | «Сонячні хлопчики»                        | Ел Льюїс               | [ 41 ] |
| 48-ма (1976) | • Бред Дуріф                                         | «Пролітаючи над гніздом зозулі» | Біллі Біббіт                              |                        | [ 41 ] |
| 48-ма (1976) | • Берджесс Мередіт                                   | «День сарани»                   | Гаррі                                     |                        | [ 41 ] |
| 48-ма (1976) | • Кріс Сарандон                                      | «Собачий полудень»              | Леон                                      |                        | [ 41 ] |
| 48-ма (1976) | • Джек Ворден                                        | «Шампунь»                       | Лестер Карр                               |                        | [ 41 ] |
| 49-та (1977) |                                                      | ★ Джейсон Робардс               | «Вся президентська рать»                  | Бен Бредлі             | [ 42 ] |
| 49-та (1977) | • Нед Бітті                                          | «Телемережа»                    | Артур Дженсен                             |                        | [ 42 ] |
| 49-та (1977) | • Берджесс Мередіт                                   | «Роккі»                         | Міккі                                     |                        | [ 42 ] |
| 49-та (1977) | • Лоуренс Олів'є                                     | «Марафонець»                    | доктор Крістіан Шелл                      |                        | [ 42 ] |
| 49-та (1977) | • Берт Янг                                           | «Роккі»                         | Полі                                      |                        | [ 42 ] |
| 50-та (1978) | ★ Джейсон Робардс                                    | «Джулія»                        | Дешилл Гемметт                            | [ 43 ]                 |        |
| 50-та (1978) | • Михайло Баришников                                 | «Поворотний момент»             | Юрій Копєйкін                             | [ 43 ]                 |        |
| 50-та (1978) | • Алек Гіннесс                                       | «Зоряні війни»                  | Обі-Ван Кенобі                            | [ 43 ]                 |        |
| 50-та (1978) | • Пітер Ферт                                         | «Еквус»                         | Алан Стренг                               | [ 43 ]                 |        |
| 50-та (1978) | • Максиміліан Шелл                                   | «Джулія»                        | Джоенн                                    | [ 43 ]                 |        |
| 51-ша (1979) |                                                      | ★ Крістофер Вокен               | «Мисливець на оленів»                     | Нік                    | [ 44 ] |
| 51-ша (1979) | • Брюс Дерн                                          | «Повернення додому»             | капітан Боб Гайд                          |                        | [ 44 ] |
| 51-ша (1979) | • Річард Фарнсуорт                                   | «Наближається вершник»          | Доджер                                    |                        | [ 44 ] |
| 51-ша (1979) | • Джон Гарт                                          | «Опівнічний експрес»            | Макс                                      |                        | [ 44 ] |
| 51-ша (1979) | • Джек Ворден                                        | «Небеса можуть почекати»        | Макс Коркл                                |                        | [ 44 ] |

### 1980-ті
| Церемонія    | Фото лауреата                 | Актор                                             | Фільм                       | Роль                | Дж     |
| ------------ | ----------------------------- | ------------------------------------------------- | --------------------------- | ------------------- | ------ |
| 52-га (1980) |                               | ★ Мелвін Дуглас                                   | «Будучи там»                | Бенджамін Ренд      | [ 45 ] |
| 52-га (1980) | • Роберт Дюваль               | «Апокаліпсис сьогодні»                            | підполковник Кілгор         |                     | [ 45 ] |
| 52-га (1980) | • Фредерік Форрест            | «Роза»                                            | Дайєр                       |                     | [ 45 ] |
| 52-га (1980) | • Джастін Генрі               | «Крамер проти Крамера»                            | Біллі Крамер                |                     | [ 45 ] |
| 52-га (1980) | • Міккі Руні                  | «Чорний скакун»                                   | Генрі Дейлі                 |                     | [ 45 ] |
| 53-тя (1981) |                               | ★ Тімоті Гаттон                                   | «Звичайні люди»             | Конрад Джарретт     | [ 46 ] |
| 53-тя (1981) | • Джадд Гірш                  | «Звичайні люди»                                   | доктор Тайрон Бергер        |                     | [ 46 ] |
| 53-тя (1981) | • Майкл О'Кіф                 | «Великий Сантіні»                                 | Бен Мічум                   |                     | [ 46 ] |
| 53-тя (1981) | • Джо Пеші                    | «Скажений бик»                                    | Джої Ламотт                 |                     | [ 46 ] |
| 53-тя (1981) | • Джейсон Робардс             | «Мелвін і Говард»                                 | Говард Г'юз                 |                     | [ 46 ] |
| 54-та (1982) |                               | ★ Джон Гілгуд                                     | «Артур»                     | Гобсон              | [ 47 ] |
| 54-та (1982) | • Джеймс Коко                 | «Тільки коли я сміюся»                            | Джиммі Перрі                |                     | [ 47 ] |
| 54-та (1982) | • Ієн Голм                    | «Вогняні колісниці»                               | Сем Муссабіні               |                     | [ 47 ] |
| 54-та (1982) | • Джек Ніколсон               | «Червоні»                                         | Юджин О'Ніл                 |                     | [ 47 ] |
| 54-та (1982) | • Говард Роллінз              | «Регтайм»                                         | Джон Колгаус Вокер-молодший |                     | [ 47 ] |
| 55-та (1983) |                               | ★ Луїс Госсетт-молодший                           | «Офіцер і джентльмен»       | сержант Еміль Фоулі | [ 48 ] |
| 55-та (1983) | • Чарльз Дернінг              | «Найкращий маленький бордель в Техасі»            | губернатор                  |                     | [ 48 ] |
| 55-та (1983) | • Джон Літгоу                 | «Світ по Гарпу»                                   | Роберта Малдун              |                     | [ 48 ] |
| 55-та (1983) | • Джеймс Мейсон               | «Вердикт»                                         | Едвард Конкеннон            |                     | [ 48 ] |
| 55-та (1983) | • Роберт Престон              | «Віктор/Вікторія»                                 | Тодді                       |                     | [ 48 ] |
| 56-та (1984) |                               | ★ Джек Ніколсон                                   | «Мова ніжності»             | Гарретт Брідлав     | [ 49 ] |
| 56-та (1984) | • Чарльз Дернінг              | «Бути чи не бути»                                 | полковник Ергардт           |                     | [ 49 ] |
| 56-та (1984) | • Джон Літгоу                 | «Мова ніжності»                                   | Сем Бернс                   |                     | [ 49 ] |
| 56-та (1984) | • Сем Шепард                  | «Справжні чоловіки»                               | Чак Єгер                    |                     | [ 49 ] |
| 56-та (1984) | • Ріп Торн                    | «Крос-Крік»                                       | Марш Тернер                 |                     | [ 49 ] |
| 57-ма (1985) |                               | ★ Генг С. Нгор                                    | «Поля смерті»               | Діт Пран            | [ 50 ] |
| 57-ма (1985) | • Адольф Сізар                | «Історія солдата»                                 | сержант Вотерс              |                     | [ 50 ] |
| 57-ма (1985) | • Джон Малкович               | «Місця в серці»                                   | містер Вілл                 |                     | [ 50 ] |
| 57-ма (1985) | • Пет Моріта                  | «Малюк-каратист»                                  | містер Міягі                |                     | [ 50 ] |
| 57-ма (1985) | • Ральф Річардсон (посмертно) | «Грейстоук: Легенда про Тарзана, повелителя мавп» | граф Грейстоук              |                     | [ 50 ] |
| 58-ма (1986) |                               | ★ Дон Амічі                                       | «Кокон»                     | Арт Селвін          | [ 51 ] |
| 58-ма (1986) | • Клаус Марія Брандауер       | «З Африки»                                        | барон Брор фон Бліксен      |                     | [ 51 ] |
| 58-ма (1986) | • Вільям Гіккі                | «Честь сім'ї Пріцці»                              | Дон Соррадо Пріцці          |                     | [ 51 ] |
| 58-ма (1986) | • Роберт Лоджа                | «Зазублене лезо»                                  | Сем Ренсом                  |                     | [ 51 ] |
| 58-ма (1986) | • Ерік Робертс                | «Потяг-утікач»                                    | Бак                         |                     | [ 51 ] |
| 59-та (1987) |                               | ★ Майкл Кейн                                      | «Ганна та її сестри»        | Елліотт             | [ 52 ] |
| 59-та (1987) | • Том Беренджер               | «Взвод»                                           | сержант Барнс               |                     | [ 52 ] |
| 59-та (1987) | • Віллем Дефо                 | «Взвод»                                           | сержант Елайас              |                     | [ 52 ] |
| 59-та (1987) | • Денголм Елліотт             | «Кімната з виглядом»                              | містер Емерсон              |                     | [ 52 ] |
| 59-та (1987) | • Денніс Гоппер               | «Команда зі штату Індіана»                        | Вілбур «Стрілець» Флетч     |                     | [ 52 ] |
| 60-та (1988) |                               | ★ Шон Коннері                                     | «Недоторканні»              | Джим Мелоун         | [ 53 ] |
| 60-та (1988) | • Альберт Брукс               | «Теленовини»                                      | Аарон Алтман                |                     | [ 53 ] |
| 60-та (1988) | • Морган Фрімен               | «Вуличний хлопець»                                | Фаст Блек                   |                     | [ 53 ] |
| 60-та (1988) | • Вінсент Гарденія            | «Влада місяця»                                    | Космо Касторіні             |                     | [ 53 ] |
| 60-та (1988) | • Дензел Вашингтон            | «Клич свободи»                                    | Стів Біко                   |                     | [ 53 ] |
| 61-ша (1989) |                               | ★ Кевін Клайн                                     | «Рибка на ім'я Ванда»       | Отто                | [ 54 ] |
| 61-ша (1989) | • Алек Гіннесс                | «Крихітка Дорріт»                                 | Вільям Дорріт               |                     | [ 54 ] |
| 61-ша (1989) | • Мартін Ландау               | «Такер: Людина і його мрія»                       | Ейб Карац                   |                     | [ 54 ] |
| 61-ша (1989) | • Рівер Фенікс                | «Біг на місці»                                    | Денні Поуп                  |                     | [ 54 ] |
| 61-ша (1989) | • Дін Стоквелл                | «Одружена з мафією»                               | Тоні «Тигр» Руссо           |                     | [ 54 ] |

### 1990-ті
| Церемонія    | Фото лауреата        | Актор                                 | Фільм                   | Роль                 | Дж     |
| ------------ | -------------------- | ------------------------------------- | ----------------------- | -------------------- | ------ |
| 62-га (1990) |                      | ★ Дензел Вашингтон                    | «Слава»                 | рядовий Сілас Тріп   | [ 55 ] |
| 62-га (1990) | • Денні Айелло       | «Роби як треба»                       | Сел                     |                      | [ 55 ] |
| 62-га (1990) | • Марлон Брандо      | «Сухий білий сезон»                   | Ієн Маккензі            |                      | [ 55 ] |
| 62-га (1990) | • Ден Ейкройд        | «Шофер міс Дейзі»                     | Булі Вертан             |                      | [ 55 ] |
| 62-га (1990) | • Мартін Ландау      | «Злочини і провини»                   | Джуда Розенталь         |                      | [ 55 ] |
| 63-тя (1991) |                      | ★ Джо Пеші                            | «Славні хлопці»         | Томмі Де Віто        | [ 56 ] |
| 63-тя (1991) | • Брюс Девісон       | «Близький друг»                       | Девід                   |                      | [ 56 ] |
| 63-тя (1991) | • Енді Гарсія        | «Хрещений батько 3»                   | Вінсент Манчіні         |                      | [ 56 ] |
| 63-тя (1991) | • Грем Грін          | «Той, що танцює з вовками»            | Птах, що б'ється        |                      | [ 56 ] |
| 63-тя (1991) | • Аль Пачіно         | «Дік Трейсі»                          | Альфонс Каприз          |                      | [ 56 ] |
| 64-та (1992) |                      | ★ Джек Паланс                         | «Міські піжони»         | Керлі Вошберн        | [ 57 ] |
| 64-та (1992) | • Томмі Лі Джонс     | «Джон Ф. Кеннеді. Постріли в Далласі» | Клей Шоу                |                      | [ 57 ] |
| 64-та (1992) | • Гарві Кейтель      | «Багсі»                               | Міккі Коен              |                      | [ 57 ] |
| 64-та (1992) | • Бен Кінгслі        | «Багсі»                               | Меєр Ланскі             |                      | [ 57 ] |
| 64-та (1992) | • Майкл Лернер       | «Бартон Фінк»                         | Джек Липник             |                      | [ 57 ] |
| 65-та (1993) |                      | ★ Джин Гекмен                         | «Непрощений»            | Білл Деджет-молодший | [ 58 ] |
| 65-та (1993) | • Джей Девідсон      | «Жорстока гра»                        | Діл                     |                      | [ 58 ] |
| 65-та (1993) | • Джек Ніколсон      | «Декілька хороших хлопців»            | Натан Р. Джессеп        |                      | [ 58 ] |
| 65-та (1993) | • Аль Пачіно         | «Американці»                          | Ріккі Рома              |                      | [ 58 ] |
| 65-та (1993) | • Девід Пеймер       | «Містер суботній вечір»               | Стен                    |                      | [ 58 ] |
| 66-та (1994) |                      | ★ Томмі Лі Джонс                      | «Втікач»                | Семюел Джерард       | [ 59 ] |
| 66-та (1994) | • Леонардо Ді Капріо | «Що гнітить Гілберта Грейпа»          | Ерні Грейп              |                      | [ 59 ] |
| 66-та (1994) | • Рейф Файнс         | «Список Шиндлера»                     | Амон Гет                |                      | [ 59 ] |
| 66-та (1994) | • Джон Малкович      | «На лінії вогню»                      | Мітч О'Лірі             |                      | [ 59 ] |
| 66-та (1994) | • Піт Постлетуейт    | «В ім'я батька»                       | Джузеппе Конлон         |                      | [ 59 ] |
| 67-ма (1995) |                      | ★ Мартін Ландау                       | «Ед Вуд»                | Бела Лугоши          | [ 60 ] |
| 67-ма (1995) | • Семюел Л. Джексон  | «Кримінальне чтиво»                   | Джулс Віннфілд          |                      | [ 60 ] |
| 67-ма (1995) | • Чез Палмінтері     | «Кулі над Бродвеєм»                   | Чіч                     |                      | [ 60 ] |
| 67-ма (1995) | • Пол Скофілд        | «Телевікторина»                       | Марк Ван Дорен          |                      | [ 60 ] |
| 67-ма (1995) | • Гері Сініз         | «Форрест Гамп»                        | лейтенант Ден           |                      | [ 60 ] |
| 68-ма (1996) |                      | ★ Кевін Спейсі                        | «Звичайні підозрювані»  | Роджер «Бовтун» Кінт | [ 61 ] |
| 68-ма (1996) | • Джеймс Кромвелл    | «Бейб: Чотириногий малюк»             | Артур Гоггетт           |                      | [ 61 ] |
| 68-ма (1996) | • Ед Гарріс          | «Аполлон-13»                          | Джин Кранц              |                      | [ 61 ] |
| 68-ма (1996) | • Бред Пітт          | «12 мавп»                             | Джеффрі Гойнс           |                      | [ 61 ] |
| 68-ма (1996) | • Тім Рот            | «Роб Рой»                             | Арчибальд Каннінгем     |                      | [ 61 ] |
| 69-та (1997) |                      | ★ Куба Гудінг-молодший                | «Джері Магуайер»        | Род Тідуелл          | [ 62 ] |
| 69-та (1997) | • Вільям Г. Мейсі    | «Фарґо»                               | Джеррі Лундегаард       |                      | [ 62 ] |
| 69-та (1997) | • Армін Мюллер-Шталь | «Блиск»                               | Пітер Гельфготт         |                      | [ 62 ] |
| 69-та (1997) | • Едвард Нортон      | «Первісний страх»                     | Аарон Стемплер          |                      | [ 62 ] |
| 69-та (1997) | • Джеймс Вудс        | «Привиди Міссісіпі»                   | Байрон де ла Беквіт     |                      | [ 62 ] |
| 70-та (1998) |                      | ★ Робін Вільямс                       | «Розумник Вілл Гантінґ» | Шон Магуайр          | [ 63 ] |
| 70-та (1998) | • Роберт Форстер     | «Джекі Браун»                         | Макс Черрі              |                      | [ 63 ] |
| 70-та (1998) | • Ентоні Гопкінс     | «Амістад»                             | Джон Квінсі Адамс       |                      | [ 63 ] |
| 70-та (1998) | • Грег Кіннер        | «Краще не буває»                      | Саймон Бішоп            |                      | [ 63 ] |
| 70-та (1998) | • Берт Рейнольдс     | «Ночі в стилі бугі»                   | Джек Горнер             |                      | [ 63 ] |
| 71-ша (1999) |                      | ★ Джеймс Коберн                       | «Скорбота»              | Глен Вайтгаус        | [ 64 ] |
| 71-ша (1999) | • Роберт Дюваль      | «Цивільний позов»                     | Джером Фечер            |                      | [ 64 ] |
| 71-ша (1999) | • Ед Гарріс          | «Шоу Трумена»                         | Крістоф                 |                      | [ 64 ] |
| 71-ша (1999) | • Джеффрі Раш        | «Закоханий Шекспір»                   | Філіп Генслоу           |                      | [ 64 ] |
| 71-ша (1999) | • Біллі Боб Торнтон  | «Простий план»                        | Джейкоб Мітчелл         |                      | [ 64 ] |

### 2000-ні
| Церемонія    | Фото лауреата           | Актор                                           | Фільм                         | Роль                         | Дж     |
| ------------ | ----------------------- | ----------------------------------------------- | ----------------------------- | ---------------------------- | ------ |
| 72-га (2000) |                         | ★ Майкл Кейн                                    | «Правила виноробів»           | доктор Вілбер Ларч           | [ 65 ] |
| 72-га (2000) | • Майкл Кларк Дункан    | «Зелена миля»                                   | Джон Коффі                    |                              | [ 65 ] |
| 72-га (2000) | • Том Круз              | «Магнолія»                                      | Френк Мекі                    |                              | [ 65 ] |
| 72-га (2000) | • Джуд Лоу              | «Талановитий містер Ріплі»                      | Діккі Грінліф                 |                              | [ 65 ] |
| 72-га (2000) | • Гейлі Джоел Осмент    | «Шосте відчуття»                                | Коул Сіер                     |                              | [ 65 ] |
| 73-тя (2001) |                         | ★ Бенісіо дель Торо                             | «Трафік»                      | поліцейський Хав'єр Родрігес | [ 66 ] |
| 73-тя (2001) | • Джефф Бріджес         | «Претендент»                                    | президент Джексон Еванс       |                              | [ 66 ] |
| 73-тя (2001) | • Віллем Дефо           | «Тінь вампіра»                                  | Макс Шрек                     |                              | [ 66 ] |
| 73-тя (2001) | • Альберт Фінні         | «Ерін Брокович»                                 | Ед Мезрі                      |                              | [ 66 ] |
| 73-тя (2001) | • Хоакін Фенікс         | «Гладіатор»                                     | Коммод                        |                              | [ 66 ] |
| 74-та (2002) |                         | ★ Джим Бродбент                                 | «Айріс»                       | Джон Бейлі                   | [ 67 ] |
| 74-та (2002) | • Джон Войт             | «Алі»                                           | Говард Коселл                 |                              | [ 67 ] |
| 74-та (2002) | • Ітан Гоук             | «Тренувальний день»                             | Джейк Гойт                    |                              | [ 67 ] |
| 74-та (2002) | • Бен Кінгслі           | «Сексуальна бестія»                             | Дон Логан                     |                              | [ 67 ] |
| 74-та (2002) | • Ієн Маккеллен         | «Володар перснів: Хранителі Персня»             | Ґандальф                      |                              | [ 67 ] |
| 75-та (2003) |                         | ★ Кріс Купер                                    | «Адаптація»                   | Джон Ларош                   | [ 68 ] |
| 75-та (2003) | • Крістофер Вокен       | «Спіймай мене, якщо зможеш»                     | Френк Ебігнейл-старший        |                              | [ 68 ] |
| 75-та (2003) | • Ед Гарріс             | «Години»                                        | Річард Браун                  |                              | [ 68 ] |
| 75-та (2003) | • Пол Ньюман            | «Проклятий шлях»                                | Джон Руні                     |                              | [ 68 ] |
| 75-та (2003) | • Джон Рейлі            | «Чикаго»                                        | Емос Гарт                     |                              | [ 68 ] |
| 76-та (2004) |                         | ★ Тім Роббінс                                   | «Таємнича річка»              | Дейв Бойл                    | [ 69 ] |
| 76-та (2004) | • Алек Болдвін          | «Гальмо»                                        | Шеллі Кеплоу                  |                              | [ 69 ] |
| 76-та (2004) | • Кен Ватанабе          | «Останній самурай»                              | Кацумото                      |                              | [ 69 ] |
| 76-та (2004) | • Бенісіо дель Торо     | «21 грам»                                       | Джек Джордан                  |                              | [ 69 ] |
| 76-та (2004) | • Джимон Хонсу          | «В Америці»                                     | Матео Куамей                  |                              | [ 69 ] |
| 77-ма (2005) |                         | ★ Морган Фрімен                                 | «Крихітка на мільйон доларів» | Едді Дюпріс                  | [ 70 ] |
| 77-ма (2005) | • Алан Алда             | «Авіатор»                                       | Ральф Оуен Брюстер            |                              | [ 70 ] |
| 77-ма (2005) | • Клайв Оуен            | «Близькість»                                    | Ларрі Грей                    |                              | [ 70 ] |
| 77-ма (2005) | • Джеймі Фокс           | «Співучасник»                                   | Макс Дюрошер                  |                              | [ 70 ] |
| 77-ма (2005) | • Томас Гейден Черч     | «На узбіччі»                                    | Джек Коул                     |                              | [ 70 ] |
| 78-ма (2006) |                         | ★ Джордж Клуні                                  | «Сиріана»                     | Боб Барнс                    | [ 71 ] |
| 78-ма (2006) | • Вільям Герт           | «Виправдана жорстокість»                        | Річі К'юсак                   |                              | [ 71 ] |
| 78-ма (2006) | • Метт Діллон           | «Зіткнення»                                     | Джон Раян                     |                              | [ 71 ] |
| 78-ма (2006) | • Пол Джаматті          | «Нокдаун»                                       | Джо Гулд                      |                              | [ 71 ] |
| 78-ма (2006) | • Джейк Джилленгол      | «Горбата гора»                                  | Джек Твіст                    |                              | [ 71 ] |
| 79-та (2007) |                         | ★ Алан Аркін                                    | «Маленька міс Щастя»          | Едвін Гувер                  | [ 72 ] |
| 79-та (2007) | • Марк Волберг          | «Відступники»                                   | Шон Дігнам                    |                              | [ 72 ] |
| 79-та (2007) | • Джекі Ерл Гейлі       | «Як малі діти»                                  | Ронні Макгорви                |                              | [ 72 ] |
| 79-та (2007) | • Едді Мерфі            | «Дівчата мрії»                                  | Джеймс Ерлі                   |                              | [ 72 ] |
| 79-та (2007) | • Джимон Хонсу          | «Кривавий алмаз»                                | Соломон Ванді                 |                              | [ 72 ] |
| 80-та (2008) |                         | ★ Хав'єр Бардем                                 | «Старим тут не місце»         | Антон Чігур                  | [ 73 ] |
| 80-та (2008) | • Кейсі Аффлек          | «Як боягузливий Роберт Форд убив Джесі Джеймса» | Роберт Форд                   |                              | [ 73 ] |
| 80-та (2008) | • Том Вілкінсон         | «Майкл Клейтон»                                 | Артур Еденс                   |                              | [ 73 ] |
| 80-та (2008) | • Гел Голбрук           | «Тепер я йду у дику далечінь»                   | Рон Франц                     |                              | [ 73 ] |
| 80-та (2008) | • Філіп Сеймур Гоффман  | «Війна Чарлі Вілсона»                           | Гаст Авракотос                |                              | [ 73 ] |
| 81-ша (2009) |                         | ★ Гіт Леджер (посмертно)                        | «Темний лицар»                | Джокер                       | [ 74 ] |
| 81-ша (2009) | • Джош Бролін           | «Гарві Мілк»                                    | Ден Вайт                      |                              | [ 74 ] |
| 81-ша (2009) | • Філіп Сеймур Гоффман  | «Сумнів»                                        | отець Брендан Флінн           |                              | [ 74 ] |
| 81-ша (2009) | • Роберт Дауні-молодший | «Грім у тропіках»                               | Кірк Лазерус                  |                              | [ 74 ] |
| 81-ша (2009) | • Майкл Шеннон          | «Життя спочатку»                                | Джон Гівінгс                  |                              | [ 74 ] |

### 2010-ті
| Церемонія    | Фото лауреата          | Актор                                     | Фільм                                     | Роль              | Дж     |
| ------------ | ---------------------- | ----------------------------------------- | ----------------------------------------- | ----------------- | ------ |
| 82-га (2010) |                        | ★ Крістоф Вальц                           | «Безславні виродки»                       | Ганс Ланда        | [ 75 ] |
| 82-га (2010) | • Вуді Гаррельсон      | «Посланець»                               | капітан Тоні Стоун                        |                   | [ 75 ] |
| 82-га (2010) | • Метт Деймон          | «Непідкорений»                            | Франсуа Пьєнаар                           |                   | [ 75 ] |
| 82-га (2010) | • Крістофер Пламмер    | «Остання неділя»                          | Лев Толстой                               |                   | [ 75 ] |
| 82-га (2010) | • Стенлі Туччі         | «Милі кості»                              | Джордж Гарві                              |                   | [ 75 ] |
| 83-та (2011) |                        | ★ Крістіан Бейл                           | «Боєць»                                   | Діккі Еклунд      | [ 76 ] |
| 83-та (2011) | • Джон Гокс            | «Зимова кістка»                           | Тірдроп Доллі                             |                   | [ 76 ] |
| 83-та (2011) | • Джеффрі Раш          | «Промова короля»                          | Лайонел Лог                               |                   | [ 76 ] |
| 83-та (2011) | • Джеремі Реннер       | «Місто»                                   | Джеймс «Джем» Кафлін                      |                   | [ 76 ] |
| 83-та (2011) | • Марк Руффало         | «Дітки в порядку»                         | Пол Гетфілд                               |                   | [ 76 ] |
| 84-та (2012) |                        | ★ Крістофер Пламмер                       | «Початківці»                              | Гел Філдс         | [ 77 ] |
| 84-та (2012) | • Кеннет Брана         | «7 днів і ночей з Мерилін»                | Лоуренс Олів'є                            |                   | [ 77 ] |
| 84-та (2012) | • Джона Гілл           | «Людина, яка змінила все»                 | Пітер Бренд                               |                   | [ 77 ] |
| 84-та (2012) | • Нік Нолті            | «Воїн»                                    | Педді Конлон                              |                   | [ 77 ] |
| 84-та (2012) | • Макс фон Сюдов       | «Надзвичайно гучно і неймовірно близько»  | Томас Шелл-старший                        |                   | [ 77 ] |
| 85-та (2013) |                        | ★ Крістоф Вальц                           | «Джанґо вільний»                          | доктор Кінг Шульц | [ 78 ] |
| 85-та (2013) | • Алан Аркін           | «Арго»                                    | продюсер Лестер Сігел                     |                   | [ 78 ] |
| 85-та (2013) | • Роберт де Ніро       | «Збірка промінців надії»                  | Пет Солітано-старший                      |                   | [ 78 ] |
| 85-та (2013) | • Філіп Сеймур Гоффман | «Майстер»                                 | Ланкастер Додд                            |                   | [ 78 ] |
| 85-та (2013) | • Томмі Лі Джонс       | «Лінкольн»                                | Тадеуш Стівенс                            |                   | [ 78 ] |
| 86-та (2014) |                        | ★ Джаред Лето                             | «Далласький клуб покупців»                | Рейон             | [ 79 ] |
| 86-та (2014) | • Бархад Абді          | «Капітан Філліпс»                         | Абдувалі Мусе                             |                   | [ 79 ] |
| 86-та (2014) | • Джона Гілл           | «Вовк з Уолл-стріт»                       | Донні Азофф                               |                   | [ 79 ] |
| 86-та (2014) | • Бредлі Купер         | «Американська афера»                      | Річі Дімацо                               |                   | [ 79 ] |
| 86-та (2014) | • Майкл Фассбендер     | «12 років рабства»                        | Едвін Еппс                                |                   | [ 79 ] |
| 87-ма (2015) |                        | ★ Дж. К. Сіммонс                          | «Одержимість»                             | Теренс Флетчер    | [ 80 ] |
| 87-ма (2015) | • Роберт Дюваль        | «Суддя»                                   | суддя Джозеф Палмер                       |                   | [ 80 ] |
| 87-ма (2015) | • Ітан Гоук            | «Юність»                                  | Мейсон Еванс-старший                      |                   | [ 80 ] |
| 87-ма (2015) | • Едвард Нортон        | «Бердмен»                                 | Майк Шайнер                               |                   | [ 80 ] |
| 87-ма (2015) | • Марк Руффало         | «Мисливець на лисиць»                     | Дейв Шульц                                |                   | [ 80 ] |
| 88-ма (2016) |                        | ★ Марк Райленс                            | «Міст шпигунів»                           | Рудольф Абель     | [ 81 ] |
| 88-ма (2016) | • Крістіан Бейл        | «Гра на пониження»                        | Майкл Бьюррі                              |                   | [ 81 ] |
| 88-ма (2016) | • Том Гарді            | «Легенда Г'ю Гласса»                      | Джон Фіцджеральд                          |                   | [ 81 ] |
| 88-ма (2016) | • Марк Руффало         | «У центрі уваги»                          | Майкл Резендес                            |                   | [ 81 ] |
| 88-ма (2016) | • Сільвестер Сталлоне  | «Крід: Спадок Роккі Бальбоа»              | Роккі Бальбоа                             |                   | [ 81 ] |
| 89-та (2017) |                        | ★ Магершала Алі                           | «Місячне сяйво»                           | Хуан              | [ 82 ] |
| 89-та (2017) | • Джефф Бріджес        | «Будь-якою ціною»                         | Маркус Гамільтон                          |                   | [ 82 ] |
| 89-та (2017) | • Лукас Геджес         | «Манчестер біля моря»                     | Патрік Чендлер                            |                   | [ 82 ] |
| 89-та (2017) | • Дев Пател            | «Лев»                                     | Сара Брірлі                               |                   | [ 82 ] |
| 89-та (2017) | • Майкл Шеннон         | «Нічні тварини»                           | Боббі Андес                               |                   | [ 82 ] |
| 90-та (2018) |                        | ★ Сем Роквелл                             | «Три білборди за межами Еббінга, Міссурі» | Джейсон Діксон    | [ 83 ] |
| 90-та (2018) | • Вуді Гаррельсон      | «Три білборди за межами Еббінга, Міссурі» | Білл Віллоубі                             |                   | [ 83 ] |
| 90-та (2018) | • Віллем Дефо          | «Проект „Флорида“»                        | Боббі Гікс                                |                   | [ 83 ] |
| 90-та (2018) | • Річард Дженкінс      | «Форма води»                              | Джайлс                                    |                   | [ 83 ] |
| 90-та (2018) | • Крістофер Пламмер    | «Усі гроші світу»                         | Пол Ґетті                                 |                   | [ 83 ] |
| 91-ша (2019) |                        | ★ Магершала Алі                           | «Зелена книга»                            | Дон Ширлі         | [ 84 ] |
| 91-ша (2019) | • Річард Е. Грант      | «Чи зможете Ви мені пробачити?»           | Джек Гок                                  |                   | [ 84 ] |
| 91-ша (2019) | • Адам Драйвер         | «Чорний куклукскланівець»                 | Фліп Циммерман                            |                   | [ 84 ] |
| 91-ша (2019) | • Сем Елліотт          | «Народження зірки»                        | Боббі                                     |                   | [ 84 ] |
| 91-ша (2019) | • Сем Роквелл          | «Влада»                                   | Джордж Вокер Буш                          |                   | [ 84 ] |

### 2020-ті
| Церемонія    | Фото лауреата       | Актор                               | Фільм                      | Роль          | Дж     |
| ------------ | ------------------- | ----------------------------------- | -------------------------- | ------------- | ------ |
| 92-га (2020) |                     | ★ Бред Пітт                         | «Одного разу в… Голлівуді» | Кліф Бут      | [ 85 ] |
| 92-га (2020) | Аль Пачіно          | «Ірландець»                         | Джиммі Хоффа               |               | [ 85 ] |
| 92-га (2020) | Джо Пеші            | «Ірландець»                         | Рассел Буфаліно            |               | [ 85 ] |
| 92-га (2020) | Ентоні Гопкінс      | «Два Папи»                          | Бенедикт XVI               |               | [ 85 ] |
| 92-га (2020) | Том Генкс           | «Чудовий день у нашому районі»      | Фред Роджерс               |               | [ 85 ] |
| 93-тя (2021) |                     | ★ Деніел Калуя                      | «Юда і Чорний Месія»       | Фред Гемптон  | [ 86 ] |
| 93-тя (2021) | Саша Барон Коен     | «Суд над чиказькою сімкою»          | Еббі Хоффман               |               | [ 86 ] |
| 93-тя (2021) | Леслі Одом-молодший | «Одна ніч у Маямі»                  | Сем Кук                    |               | [ 86 ] |
| 93-тя (2021) | Пол Рейсі           | «Звук металу»                       | Джо                        |               | [ 86 ] |
| 93-тя (2021) | Лейкіт Стенфілд     | «Юда і Чорний Месія»                | Вільям О'Ніл               |               | [ 86 ] |
| 94-та (2022) |                     | ★ Трой Коцур                        | «CODA: У ритмі серця»      | Френк Россі   | [ 87 ] |
| 94-та (2022) | Джессі Племенс      | «У руках пса»                       | Джордж Бербанк             |               | [ 87 ] |
| 94-та (2022) | Джонатан Сіммонс    | «Бути Рікардо»                      | Вільям Фроулі              |               | [ 87 ] |
| 94-та (2022) | Кіаран Гайндс       | «Белфаст»                           | Поп                        |               | [ 87 ] |
| 94-та (2022) | Коді Сміт-Макфі     | «У руках пса»                       | Пітер Гордон               |               | [ 87 ] |
| 95-та (2023) |                     | ★ Джонатан Ке Кван                  | «Все завжди і водночас»    | Веймонд       | [ 88 ] |
| 95-та (2023) | Брендан Глісон      | «Банші Інішерина»                   | Колм Доерті                |               | [ 88 ] |
| 95-та (2023) | Браян Тайрі Генрі   | «Міст»                              | Джеймс Окойн               |               | [ 88 ] |
| 95-та (2023) | Джадд Хірш          | «Фабельмани»                        | Борис                      |               | [ 88 ] |
| 95-та (2023) | Баррі Кіоган        | «Банші Інішерина»                   | Домінік Керні              |               | [ 88 ] |
| 96-та (2024) |                     | ★ Роберт Дауні-молодший             | «Оппенгеймер»              | Льюїс Штраус  | [ 89 ] |
| 96-та (2024) | Стерлінг К. Браун   | «Американське чтиво»                | Кліффорд «Кліфф» Еллісон   |               | [ 89 ] |
| 96-та (2024) | Роберт Де Ніро      | «Вбивці квіткової повні»            | Вільям Хейл                |               | [ 89 ] |
| 96-та (2024) | Раян Ґослінґ        | «Барбі»                             | Кен                        |               | [ 89 ] |
| 96-та (2024) | Марк Раффало        | «Бідолахи»                          | Дункан Веддерберн          |               | [ 89 ] |
| 97-ма (2025) |                     | ★ Кіран Калкін                      | «Справжній біль»           | Бенджі Каплан | [ 90 ] |
| 97-ма (2025) | Юрій Борисов        | «Анора»                             | Ігор                       |               | [ 90 ] |
| 97-ма (2025) | Едвард Нортон       | «Боб Ділан: Цілковитий незнайомець» | Піт Сіґер                  |               | [ 90 ] |
| 97-ма (2025) | Джеремі Стронг      | «Учень. Історія Трампа»             | Рой Кон                    |               | [ 90 ] |
| 97-ма (2025) | Гай Пірс            | «Бруталіст»                         | Гаррісон Лі Ван Бюрен      |               | [ 90 ] |

## Багаторазові лауреати та номінанти
| Роки перемог виділені окремим кольором. |

### Багаторазові лауреати
Наступні актори отримали дві або більше премії «Оскар» за найкращу чоловічу роль другого плану:
| 3 премії          | 3 премії         |
| ----------------- | ---------------- |
| • Волтер Бреннан  | 1937, 1939, 1941 |
| 2 премії          |                  |
| • Ентоні Квінн    | 1953, 1957       |
| • Пітер Устінов   | 1961, 1965       |
| • Мелвін Дуглас   | 1964, 1980       |
| • Джейсон Робардс | 1977, 1978       |
| • Майкл Кейн      | 1987, 2000       |
| • Крістоф Вальц   | 2010, 2013       |
| • Магершала Алі   | 2017, 2019       |

### Багаторазові номінанти
Наступні актори отримали дві або більше номінації на премію «Оскар» за найкращу чоловічу роль другого плану:
| 4 номінації            | 4 номінації            |
| ---------------------- | ---------------------- |
| • Волтер Бреннан       | 1937, 1939, 1941, 1942 |
| • Клод Рейнс           | 1940, 1944, 1945, 1947 |
| • Артур Кеннеді        | 1950, 1956, 1958, 1959 |
| • Джек Ніколсон        | 1970, 1982, 1984, 1993 |
| • Роберт Дюваль        | 1973, 1980, 1999, 2015 |
| • Джефф Бріджес        | 1972, 1975, 2001, 2017 |
| • Аль Пачіно           | 1973, 1991, 1993, 2020 |
| • Марк Руффало         | 2011, 2015, 2016, 2024 |
| 3 номінації            |                        |
| • Чарлз Коберн         | 1942, 1944, 1947       |
| • Чарльз Бікфорд       | 1944, 1948, 1949       |
| • Гіг Янг              | 1952, 1959, 1970       |
| • Пітер Устінов        | 1952, 1961, 1965       |
| • Джек Паланс          | 1953, 1954, 1992       |
| • Джин Гекмен          | 1968, 1971, 1993       |
| • Роберт де Ніро       | 1975, 2013, 2024       |
| • Джейсон Робардс      | 1977, 1978, 1981       |
| • Джо Пеші             | 1981, 1991, 2020       |
| • Віллем Дефо          | 1987, 2001, 2018       |
| • Мартін Ландау        | 1989, 1990, 1995       |
| • Томмі Лі Джонс       | 1992, 1994, 2013       |
| • Ед Гарріс            | 1996, 1999, 2003       |
| • Едвард Нортон        | 1997, 2015, 2025       |
| • Філіп Сеймур Гоффман | 2008, 2009, 2013       |
| • Крістофер Пламмер    | 2010, 2012, 2018       |

| 2 номінації             | 2 номінації | 2 номінації         | 2 номінації |
| ----------------------- | ----------- | ------------------- | ----------- |
| • Безіл Ретбоун         | 1937, 1939  | • Джек Ворден       | 1976, 1979  |
| • Акім Таміров          | 1937, 1944  | • Алек Гіннесс      | 1978, 1989  |
| • Томас Мітчелл         | 1938, 1940  | • Крістофер Вокен   | 1979, 2003  |
| • Волтер Г'юстон        | 1943, 1949  | • Чарльз Дернінг    | 1983, 1984  |
| • Кліфтон Вебб          | 1945, 1947  | • Джон Літгоу       | 1983, 1984  |
| • Едмунд Гвенн          | 1948, 1951  | • Джон Малкович     | 1985, 1994  |
| • Сесіл Келлауей        | 1949, 1968  | • Майкл Кейн        | 1987, 2000  |
| • Ральф Річардсон       | 1950, 1985  | • Дензел Вашингтон  | 1988, 1990  |
| • Карл Молден           | 1952, 1955  | • Морган Фрімен     | 1988, 2005  |
| • Ентоні Квінн          | 1953, 1957  | • Бен Кінгслі       | 1992, 2002  |
| • Едді Альберт          | 1954, 1973  | • Бред Пітт         | 1996, 2020  |
| • Лі Джей Кобб          | 1955, 1959  | • Ентоні Гопкінс    | 1998, 2020  |
| • Едмонд О'Браєн        | 1955, 1965  | • Джеффрі Раш       | 1999, 2011  |
| • Артур О'Коннелл       | 1956, 1960  | • Бенісіо дель Торо | 2001, 2004  |
| • Сел Мінео             | 1956, 1961  | • Ітан Гоук         | 2002, 2015  |
| • Міккі Руні            | 1957, 1980  | • Джимон Хонсу      | 2004, 2007  |
| • Джордж Кемпбелл Скотт | 1960, 1962  | • Алан Аркін        | 2007, 2013  |
| • Г'ю Гріффіт           | 1960, 1964  | • Крістоф Вальц     | 2010, 2013  |
| • Пітер Фальк           | 1961, 1962  | • Крістіан Бейл     | 2011, 2016  |
| • Мелвін Дуглас         | 1964, 1980  | • Джона Гілл        | 2012, 2014  |
| • Джон Гілгуд           | 1965, 1982  | • Джонатан Сіммонс  | 2015, 2022  |
| • Джеймс Мейсон         | 1967, 1983  | • Сем Роквелл       | 2018, 2019  |
| • Вінсент Гарденія      | 1974, 1988  | • Берджесс Мередіт  | 1976, 1977  |

## Рекорди та досягнення
- Найстаріший лауреат
  - Крістофер Пламмер, 82 роки («Початківці», 2012)[К 2]

- Найстаріший номінант
  - Крістофер Пламмер, 87 років («Усі гроші світу», 2018)[К 3]

- Наймолодший лауреат
  - Тімоті Гаттон, 20 років («Звичайні люди», 1981)[К 4]

- Наймолодший номінант
  - Джастін Генрі, 8 років («Крамер проти Крамера», 1980)[К 5]

- Єдиний актор, який отримав дві премії «Оскар» поспіль за найкращу чоловічу роль другого плану
  - Джейсон Робардс («Вся президентська рать», 1977; «Джулія», 1978)[91]

- Єдиний актор, двічі номінований на премію «Оскар» за одну і ту саму роль
  - Баррі Фіцджеральд («Йти своїм шляхом», 1945) — номінований за найкращу чоловічу роль та найкращу чоловічу роль другого плану[К 6]

- Єдиний актор, двічі луарет премії «Оскар» за одну і ту саму роль
  - Гарольд Рассел («Найкращі роки нашого життя», 1947) — лауреат премії за найкращу чоловічу роль другого плану та почесної премії[К 7]